# L'Heure des sortilèges
Pour plus de détails, voir Fiche technique et Distribution.
L'Heure des sortilèges (La hora bruja) est une comédie dramatique espagnole réalisée par Jaime de Armiñán et sortie en 1985.
Francisco Rabal et Concha Velasco ont remporté le prix du meilleur acteur et de la meilleure actrice à la Semaine internationale du film de Valladolid, et le film a été proposé à l'Oscar du meilleur film en langue étrangère de 1985.

## Synopsis
César et Pilar sont un couple singulier qui a élu domicile dans un vieil autobus avec lequel ils voyagent à travers l'Espagne. César, enfant, était un enfant prodige doté d'une mémoire extraordinaire, mais il l'a perdue lorsqu'il a contracté les oreillons et gagne maintenant sa vie comme magicien de rue. Au cours de leur périple en Galice, ils rencontrent une belle jeune fille, Saga, qui va révolutionner la vie de leur couple.

## Fiche technique
- Titre français : L'Heure des sortilèges[2]
- Titre original espagnol : La hora bruja[3]
- Réalisateur : Jaime de Armiñán
- Scénario : Jaime de Armiñán
- Photographie : Teo Escamilla
- Montage : José Luis Matesanz
- Décors : Antonio Cortés
- Production : Enrique Bellot
- Sociétés de production : Serva Films, Televisión Española (TVE)
- Pays de production :  Espagne
- Langues originales : espagnol
- Format : couleurs
- Durée : 105 minutes
- Genre : comédie dramatique
- Dates de sortie :
  - Espagne : 4 novembre 1985 (Madrid) ; 20 janvier 1986 (Barcelone)

## Distribution
- Francisco Rabal - César
- Concha Velasco - Pilar
- Victoria Abril - Saga
- Sancho Gracia - Rubén
- Asunción Balaguer - la religieuse